# Campionati mondiali di bob 1938
I Campionati mondiali di bob 1938, settima edizione della manifestazione organizzata dalla Federazione Internazionale di Bob e Skeleton, si sono disputati per il bob a due a Sankt Moritz, in Svizzera, sulla pista Olympia Bobrun St. Moritz–Celerina, il tracciato naturale sul quale si svolsero le competizioni del bob e dello skeleton ai Giochi di Sankt Moritz 1928 e le rassegne iridate del 1931, del 1935 e del 1937 (unicamente nel bob a quattro), mentre la gara di bob a quattro si tenne a Garmisch-Partenkirchen, in Germania, sulla Olympia-Bobbahn Rießersee, il tracciato naturale che ha ospitato le gare di bob ai Giochi di Garmisch-Partenkirchen 1936 e la rassegna iridata del 1934 (soltanto nel bob a quattro). La località elvetica ha ospitato quindi le competizioni mondiali per la prima volta nel bob a due uomini mentre per quella bavarese fu la seconda nella gara a quattro.
L'edizione ha visto prevalere la Germania che si aggiudicò una medaglia d'oro, una d'argento e una di bronzo sulle sei assegnate in totale, sopravanzando di stretta misura il Regno Unito con un oro e un argento e lasciando alla Svizzera un bronzo. I titoli sono stati infatti conquistati nel bob a due uomini dai tedeschi Gerhard Fischer (noto "Bibo") e Rolf Thielecke e nel bob a quattro dai britannici Frederick McEvoy, David Looker, Charles Green e Chris MacKintosh.

## Risultati

### Bob a due uomini
| Pos. | Atleti                         | Nazione     |
| ---- | ------------------------------ | ----------- |
|      | Bibo Fischer Rolf Thielecke    | Germania    |
|      | Frederick McEvoy Charles Green | Regno Unito |
|      | Fritz Feierabend Josef Beerli  | Svizzera    |

### Bob a quattro
| Pos. | Atleti                                                       | Nazione     |
| ---- | ------------------------------------------------------------ | ----------- |
|      | Frederick McEvoy David Looker Charles Green Chris MacKintosh | Regno Unito |
|      | Hanns Kilian Werner Windhaus Bobby Braumiller Franz Kemser   | Germania    |
|      | Bibo Fischer Lohfeld H. Fischer Rolf Thielecke               | Germania    |

## Medagliere
| Posizione | Nazione     | Oro | Argento | Bronzo | Totale |
| --------- | ----------- | --- | ------- | ------ | ------ |
| 1         | Germania    | 1   | 1       | 1      | 3      |
| 2         | Regno Unito | 1   | 1       | 0      | 2      |
| 3         | Svizzera    | 0   | 0       | 1      | 1      |
| Totale    | Totale      | 2   | 2       | 2      | 6      |